# Зал царства свидетелей Иеговы

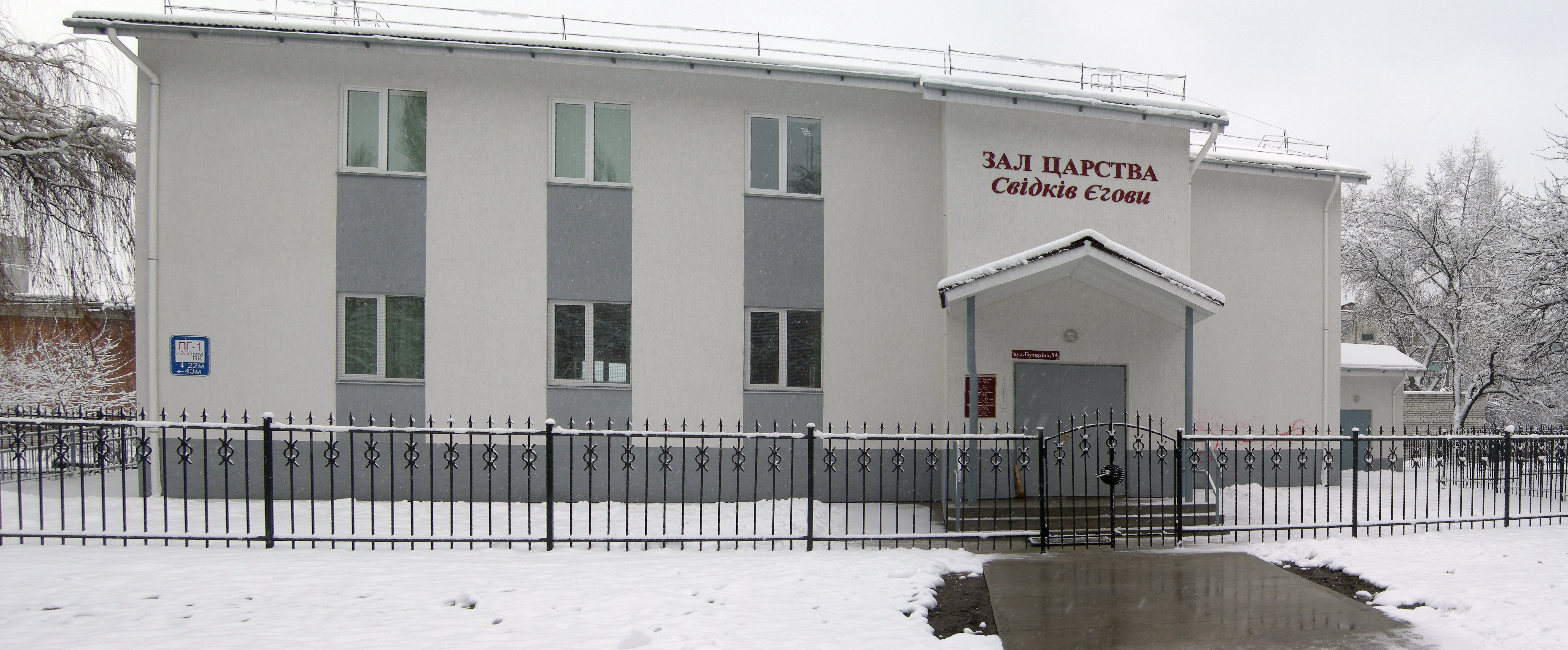
Зал Царства в Кременчуге (Украина)

Зал Царства свидетелей Иеговы — здание, зал или другое помещение, предназначенное для встреч собрания свидетелей Иеговы. Как правило, это здание, построенное добровольцами из числа самих свидетелей Иеговы. Также это может быть любое арендованное помещение, которое используется для тех же целей.
Залы Царства в основном предназначены для совместных встреч свидетелей Иеговы, на которых они обсуждают Библию, религиозную жизнь, свою проповедническую деятельность, слушают библейские речи, поют песни и обращаются в молитвах к Богу. Всё это для свидетелей Иеговы является частью их поклонения. Поэтому Зал Царства, в котором проходят такие встречи, становится центром для поклонения.
Ранее в СССР и других тоталитарных странах аналогами Залов царства служили обычные квартиры верующих, где они под угрозой ареста и суда проводили молитвенные встречи и изучение Священного Писания и материалов «Общества сторожевой башни».

## Название
Впервые название «Зал царства» было предложено вторым президентом «Общества сторожевой башни» Дж. Ф. Рутерфордом для здания, построенного на Гавайях в 1935 году. Впоследствии это название распространилось по всему миру, а здания, называвшиеся по-другому, были переименованы. Основанием для такого названия стало то, что главной темой проповеди свидетелей Иеговы является «Царство Бога», поэтому и зал, в котором о нём проповедуют и учат, стали называть «Зал царства».

## Архитектура
Хотя Залы царства и относятся к культовым сооружениям, но их архитектура и устройство лишены традиционных и устоявшихся религиозных атрибутов, таких как купола, иконы, кресты, распятия, алтарь и т. п. 
Обычно это непретенциозные и простые здания общепринятой архитектуры, мало чем отличающиеся от лекционного зала, акцент в которых делается на практичность и функциональность.

### Экстерьер

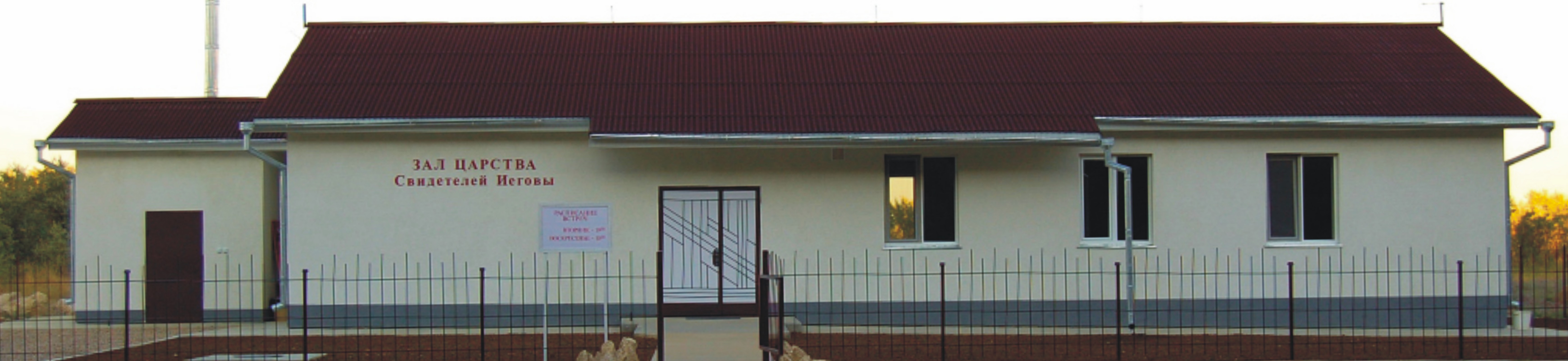
Один из типовых проектов Зала царства

Определённого стандарта, как должен выглядеть Зал царства, действующего по всему миру, нет. В каждой стране они похожи по своей архитектуре на другие здания. Для того чтобы ускорить строительство, в последние годы в каждой стране разрабатывается типовой проект, учитывающий местные традиции, климат и финансовые возможности Свидетелей Иеговы. Одни здания построены из кирпича, дерева и камня; другие могут быть открытыми постройками с бамбуковыми стенами и соломенными крышами. На фасаде здания или возле него всегда располагается надпись, сделанная большими буквами: «Зал царства Свидетелей Иеговы», порой на нескольких языках, если в зале проводят свои встречи разноязычные собрания. Рядом находится расписание всех этих встреч.

### Интерьер

Внутренний вид Зала царства

Внутри зала расположена кафедра, на которой стоит пюпитр для выступающих, а перед ней для присутствующих установлены места для сидения. Над кафедрой в каждом Зале царства можно увидеть годовой текст. Это основная идея и направляющая мысль, на которой сосредоточены свидетели Иеговы в течение года. Годовой текст выбирается Руководящим советом и является цитатой из Библии. Его меняют каждый год, и с ним связана программа духовного обучения в организации свидетелей Иеговы.
Обычно вместимость Зала составляет 100—300 человек.
Помещение зала оборудовано хорошим освещением и звукоусилительной аппаратурой. Если залом пользуется собрание, состоящее полностью из глухих свидетелей Иеговы, говорящих на жестовом языке, то в зале устанавливается специальная видеосистема, позволяющая глухим лучше воспринимать программу. На стене находится доска для объявлений с информацией о деятельности собрания.

## Использование

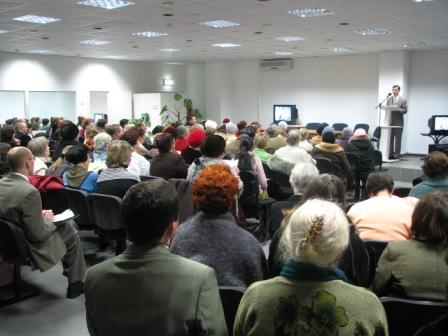
Зал царства свидетелей Иеговы

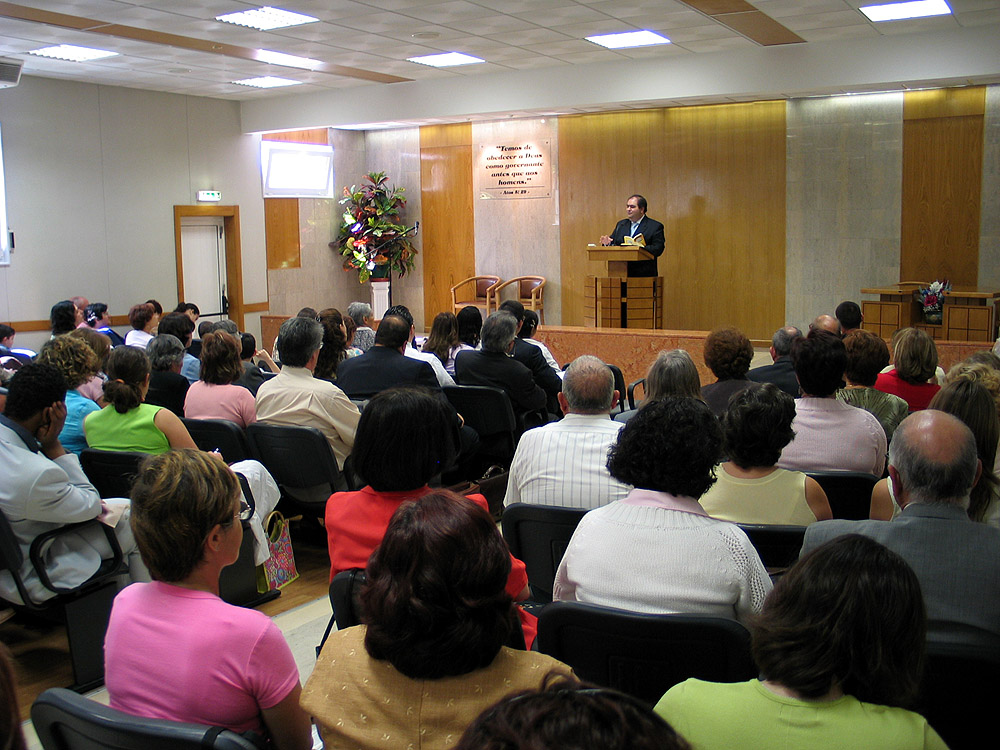
Встреча свидетелей Иеговы в Зале царства

Зал царства используется исключительно для религиозной деятельности свидетелей Иеговы, он не сдаётся в аренду и в нём не проводятся мероприятия личного, коммерческого или политического характера.
Основное предназначение Зала царства — это проведение регулярных еженедельных встреч и по мере необходимости других мероприятий.

#### Еженедельные встречи
Два раза в неделю в Зале царства свидетелей Иеговы проводятся встречи для поклонения Богу, на которых изучают Библию. Такие встречи начинаются и заканчиваются песней и молитвой, а также нередко проходят с участием слушателей, подобно обсуждению на уроках в школе. Чтобы посещать их, не нужно быть Свидетелем Иеговы. Вход бесплатный. Никаких денежных сборов не проводится, но приветствуются добровольные пожертвования.
Порядок встреч:
- «Наша христианская жизнь и служение». Обычно проводится вечером среди недели.
- Публичная встреча и изучение «Сторожевой башни». Обычно проводится по выходным.

#### Другие мероприятия
Кроме того, по мере необходимости в Зале царства могут проходить и другие мероприятия, например, встречи старейшин и встречи для проповеднического служения, Школа пионерского служения и Школа царственного служения, речи, приуроченные к свадьбам и похоронам.

##### Свадьбы
В некоторых странах старейшины свидетелей Иеговы имеют право выступать в качестве государственных регистраторов. В таких случаях в Залах царства проводят церемонию бракосочетания. Сама церемония очень проста и не сопровождается какими-либо обрядами. На ней произносится свадебная речь, в которой обсуждаются библейские принципы, служащие напутствием молодожёнам для создания счастливой семьи. Если регистрация проводится в государственном учреждении, то в Зале царства произносится только свадебная речь.

##### Похороны
В случае смерти одного из свидетелей Иеговы в Зале царства произносится похоронная речь, цель которой — утешить родных и близких, а для присутствующих, не являющихся свидетелями Иеговы, объяснить взгляд на смерть и воскресение, принятый в этой религии. Как речь, так и сами похороны не сопровождаются какими-либо обрядами и ритуалами. Исполняется песня, а в заключение произносится утешительная молитва. Вносить гроб с покойным в Зал царства или нет, решают исходя из местных традиций.

### Сопутствующие потребности
В ходе основной религиозной деятельности свидетелей Иеговы — проведение встреч и проповедническое служение — Зал царства используется и для удовлетворения сопутствующих потребностей.

#### Пожертвования

Кафедра Зала царства. На заднем плане уголок, выделенный под склад литературы, и стойка для её выдачи

Большинство пожертвований поступают в денежные фонды свидетелей Иеговы через Залы царства. Пожертвования не собираются в организованном порядке, их делают только те, кто этого желают, добровольно. Для этих целей в Залах царства установлены ящики для добровольных пожертвований. В каждом зале два таких ящика с надписями:
- «Пожертвования на всемирное дело царства (Матфея 24:14)» — средства, поступающие в этот ящик, идут на издание библейской литературы, на содержание Вефилей и его служителей, разъездных надзирателей и миссионеров, а также на различные гуманитарные программы.
- «Пожертвования на нужды местного собрания» — средства, поступающие в этот ящик, остаются в местном собрании для покрытия собственных расходов.

#### Библиотека
В Зале царства располагается библиотека, фонд которой пополняется в первую очередь за счёт публикаций свидетелей Иеговы. Кроме того, в библиотеку Зала царства стараются приобрести различные переводы Библии, хорошие современные словари по языку, энциклопедии, атласы, а также справочники по грамматике и истории. Если собрание располагает такой возможностью, то в библиотеке устанавливают компьютер с программой «Библиотека Сторожевой Башни», которая позволяет в электронном виде работать с публикациями свидетелей Иеговы за многие годы. Воспользоваться библиотечным фондом Зала царства может любой член собрания.

### Стихийные бедствия
В случае серьёзного стихийного бедствия, если это необходимо для местных свидетелей Иеговы, из старейшин формируются комитеты по оказанию помощи, которые могут получить в распоряжение Зал царства и организовать в нём центр помощи пострадавшим. В такие центры доставляются и распределяются вода, продовольствие, одежда, строительные материалы и необходимое оборудование, организуются кухня и приют для беженцев. Комитет координирует работу добровольцев по восстановлению разрушенных Залов царства и личных домов свидетелей Иеговы. Кроме материальной помощи комитет занимается также и оказанием эмоциональной помощи.

## Строительство
История

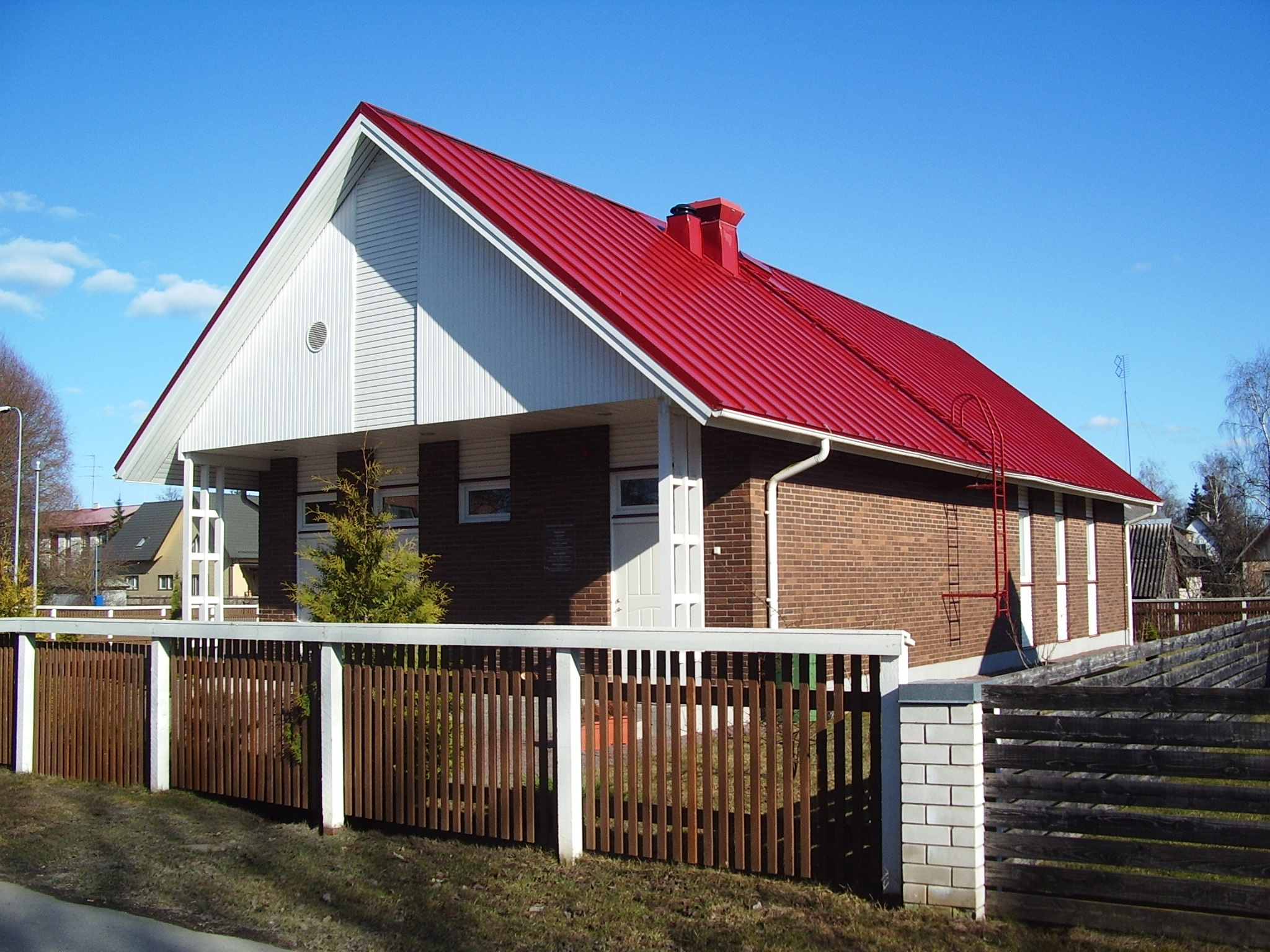
Зал царства в Рапла (Эстония)

Уже в начале своего появления свидетели Иеговы иногда строили залы для проведения своих встреч, но это было редким явлением. Чаще их встречи проходили в частных домах и в арендованных помещениях. Активное строительство Залов царства по всему миру началось в 1950-х годах, а в 70-х начали применять методы скоростного строительства, возводя зал «под ключ» буквально за 1-2 дня. С ростом численности свидетелей Иеговы, а вместе с тем и потребности в Залах царства, в начале 80-х годов был создан фонд для поддержки строительства и реконструкции Залов царства. По мере его расширения в 1999 году была развернута широкомасштабная программа строительства Залов царства по всему миру. С тех пор каждый год возводится более 2000 Залов царства с динамикой роста.
Залы царства строятся добровольцами из числа самих свидетелей Иеговы. В развитых странах собрания самостоятельно покрывают расходы на строительство зала, а для стран с ограниченными ресурсами существует Фонд строительства Залов царства, из которого выделяются необходимые средства. В странах бывшего СССР практикуется следующая схема строительства Зала царства:
1. Ответственные за строительство пытаются получить участок на строительство у местных властей.
2. Если получить участок не удается, то филиал свидетелей Иеговы решает вопрос о строительстве простого дома, в котором можно будет собираться.
3. Филиал свидетелей Иеговы выделяет средства под строительство Зала царства местному собранию.
4. По окончании строительства лицо, на чьё имя оно оформлялось, дарит данное здание местной общине в собственность.

Как организовано
Надзором за строительством всех Залов царства занимается проектно-строительный отдел главного управления свидетелей Иеговы, который действует через Региональные бюро Залов царства. Всего в мире существует пять таких бюро в Мексике, Бразилии, Германии, Австралии и ЮАР. Они взаимодействуют с филиалами, находящимися в их регионе, в каждом из которых есть Стол строительства Залов царства. В его задачи входит осуществлять программу строительства Залов царства на территории филиала. Стол строительства Залов царства оказывает помощь собраниям в приобретении земельных участков, планирует стройки, подготавливает проектную документацию и координирует деятельность всех добровольцев. В его ведении находятся строительные бригады, действующие на постоянной основе. Кроме того, вместе с бригадами работает большое количество временных добровольцев. Все они из числа самих свидетелей Иеговы. При такой организации строительство одного зала, как правило, длится около одного месяца, а некоторые из них, благодаря современным технологиям, возводятся буквально за считанные дни.

### Посвящение
После завершения строительства Зал царства посвящается для поклонения Богу. Для свидетелей Иеговы его значение углубляется смыслом древнееврейских и греческих слов, переводимых словом «посвятить» и подразумевающих «отделить для священной цели». Само по себе посвящение — это молитва, в которой просят о благословении 3ала и того, как он будет использоваться. Молитве посвящения предшествует программа, в которой делается краткий обзор того, как проходило строительство, даётся слово его участникам и произносится речь о строительных проектах, описанных в Библии.

## Обслуживание и содержание
Как строительство самих Залов царства, так и их содержание покрывается полностью за счёт добровольных пожертвований. Уходом за Залом царства занимается собрание (или собрания), которому он принадлежит, поэтому члены собрания добровольно и безвозмездно участвуют в его обслуживании, уборке и ремонте.

## Зал конгрессов

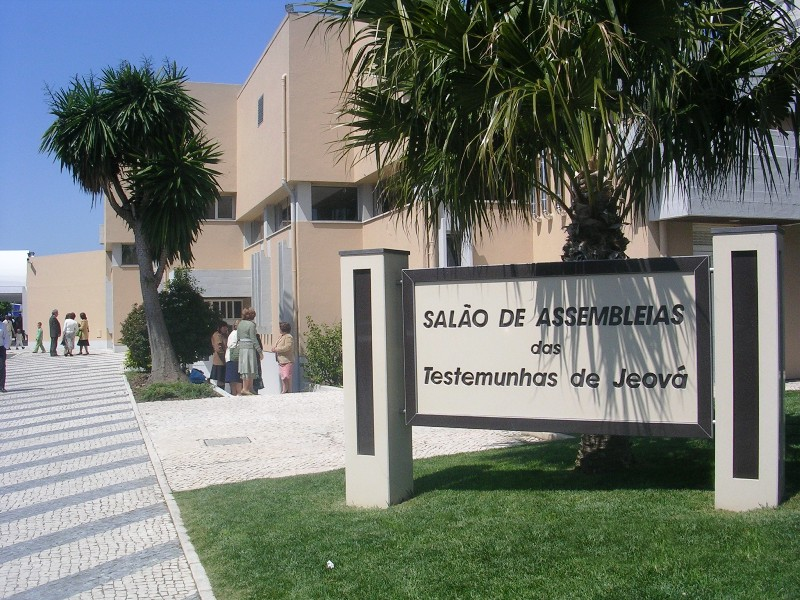
Внешний вид Зала конгрессов

Для проведения конгрессов, на которые съезжаются тысячи свидетелей Иеговы, с 1965 года начали появляться Залы конгрессов. Это такой же зал, как и Зал царства, только большой вместимости. Бывают залы, рассчитанные на 10—12 тысяч мест.
Первый Зал конгрессов в России был построен в 1999 году в Санкт-Петербурге. Он рассчитан на 1600 мест и включает в себя комплекс из пяти Залов царства, каждый по 200 мест.